# Lỗ bình lá thuốc lá
Lỗ bình lá thuốc lá hay còn gọi dinh cu (danh pháp khoa học: Lobelia nicotianifolia) là loài thực vật có hoa trong họ Hoa chuông. Loài này được Roth ex Schult. mô tả khoa học đầu tiên năm 1819.